# Zwartkapmierklauwier
De zwartkapmierklauwier (Thamnophilus bridgesi) is een zangvogel uit de familie Thamnophilidae. Deze vogel is genoemd naar zijn ontdekker, de Engelse natuuronderzoeker Thomas Bridges (1807-1865).

## Verspreiding en leefgebied
Deze soort komt voor in Costa Rica en Panama.

## Status
De grootte van de populatie is in 2022 geschat op 50.000-500.000 volwassen vogels. Op de Rode lijst van de IUCN heeft deze soort de status niet bedreigd.